# Louis Boullenois

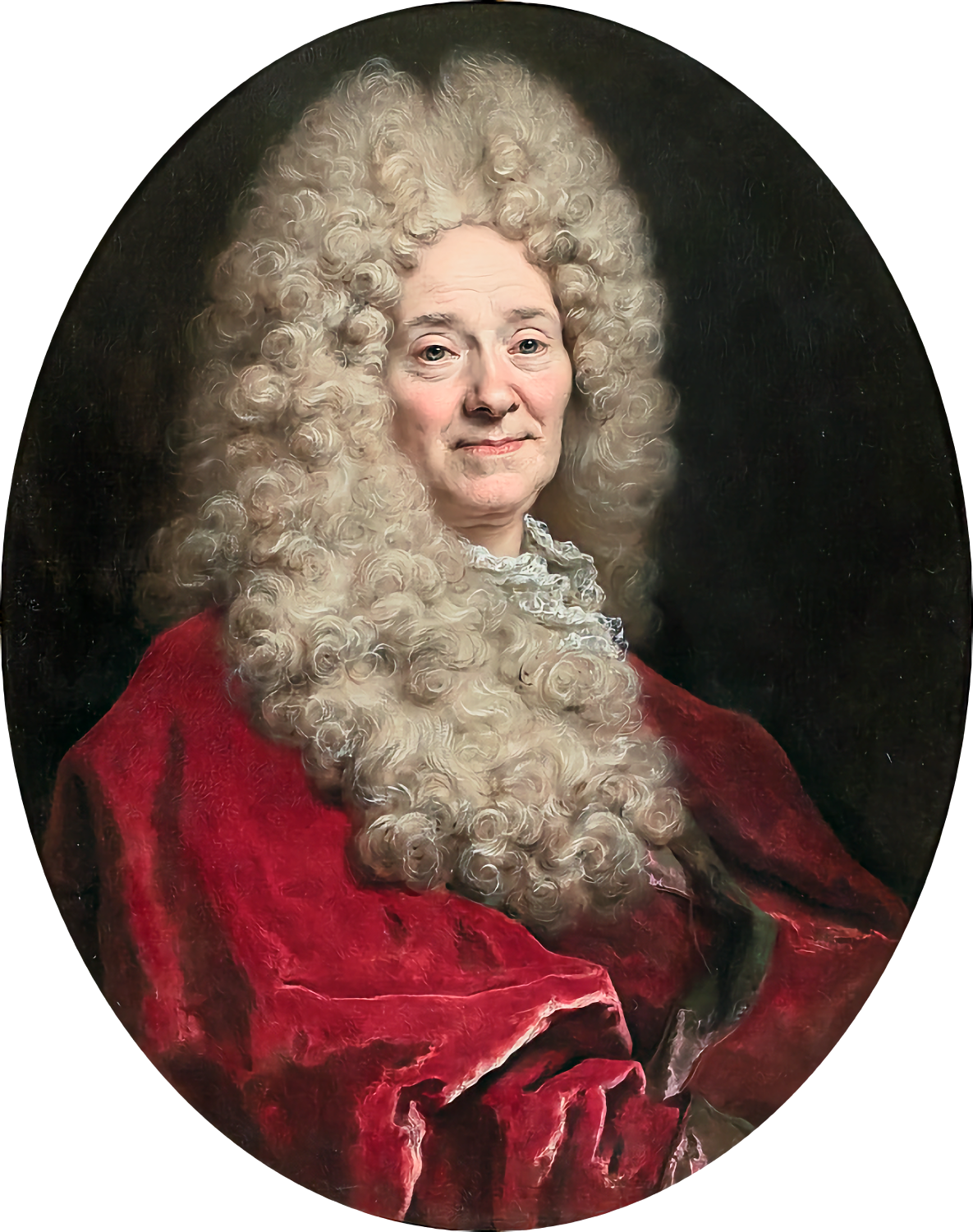
Nicolas de Largillière: Louis Boullenois, 1705

Louis Boullenois (* 14. September 1680 in Paris; † 23. Dezember 1762 ebenda) war ein französischer Jurist und Schriftsteller.

## Leben
Louis Boullenois wurde am Collège Louis-le-Grand unterrichtet, wo ihn Nicolas Magniez, bekannt als Novitius, förderte. Ursprünglich trat er in das Seminar Saint-Magloire ein, entschied sich jedoch später gegen eine geistliche Laufbahn und studierte Rechtswissenschaften. Anschließend wurde er als Anwalt am Parlement zugelassen.
Er war rund sechzig Jahre als Jurist tätig. Boullenois setzte sich für eine Vereinheitlichung des Zivilrechts ein, da die Vielzahl lokaler Statuten die Rechtsprechung erschwerte.
Nach dem Tod seiner Ehefrau ließ Boullenois ein Grabdenkmal in der Kirche Saint-Joseph-des-Carmes errichten und verfasste eine lateinische Epitaphie. Seine beiden Söhne erfüllten seinen Wunsch, im selben Grab beigesetzt zu werden, und ließen ein von François-Marie Poncet in Rom gefertigtes Mausoleum errichten.

## Werk
Boullenois Hauptwerk beschäftigte sich mit dem Internationalen Privatrecht. Das Buch mit dem Titel Traité de la personnalité et de la réalité des lois, coutumes ou statuts erschien um 1732 und erlebte viele weitere Auflagen und hatte auch die Vorarbeiten des Niederländers Christian Rodenburg integriert.

## Schriften
- Traité de la personnalité et de la réalité des lois, coutumes ou statuts, par formes d’observations. 1766.
- Traité de la personnalité et de la réalité des lois... T. II . (Erstausgabe 1766). Hachette, Paris 2019. ISBN 978-232924878-3
- Dissertations sur des questions qui naissent de la contrariété des loix et des coutumes. (Erstausgabe 1730.) Wentworth Press 2018. ISBN 978-0 27042305-1
- Questions sur les démissions de biens, avec deux dissertations, l’une... sur les statuts personnels, réels et mixtes, l’autre... sur les impenses et améliorations, par Me Louis Boullenois,... (Erstausgabe 1727.) Kessinger Publ. 2010. ISBN 978-1-16631650-1